# Dieunomia boharti
Dieunomia boharti är en biart som först beskrevs av Norbert J. Cross 1958.  Dieunomia boharti ingår i släktet Dieunomia och familjen vägbin. Inga underarter finns listade i Catalogue of Life.